# Olivia Cooke
Olivia Kate Cooke (sinh ngày 27 tháng 12 năm 1993) là một nữ diễn viên người Anh. Từ năm 2013 đến năm 2017, cô cùng đóng vai chính Emma Decody trong loạt phim giật gân chính kịch A&E có tựa Bates Motel. Cooke cũng đóng vai chính trong phim các phim kinh dị The Quiet Ones (2014) và Ouija (2014), phim khoa học giả tưởng The Signal (2014), phim hài Me and Earl and the Dying Girl (2015), phim bí ẩn kinh dị The Limehouse Golem (2016), phim Thoroughbreds (2017) và phim khoa học giả tưởng của đạo diễn Steven Spielberg Đấu trường ảo (2018).

## Tiểu sử
Cooke sinh ra và lớn lên ở Oldham, Vùng đô thị Manchester. Cha cô, John Cooke, là một sĩ quan cảnh sát về hưu, và mẹ cô, Lindsy (nhũ danh Wild), là một nhân viên bán hàng. Cô có một em gái, Eleanor. Khi Cooke còn nhỏ, cha mẹ cô ly dị, và cô và em gái của cô sống cùng mẹ. Cooke học trường trung học phổ thông Royton và Crompton và theo học bộ phim truyền hình tại cao đẳng Oldham Sixth Form, rời trường cho đến khi kết thúc chương trình A của cô để tham gia Blackout..
Khi còn nhỏ, Cooke đã luyện tập ballet và thể dục dụng cụ. Cô bắt đầu diễn xuất khi lên 8 tuổi tại một chương trình truyền hình sau giờ học ở quê nhà, được gọi là Oldham Theatre Workshop. Trong nhiều năm, Cooke chỉ biểu diễn trong nhóm đồng diễn, cho đến năm 17, khi cô đóng vai Maria trong tác phẩm của Oldham Sixth Form College tựa West Side Story. Ngay sau đó, Cooke thủ vai chính lần đầu tiên cho Oldham Theatre Workshop, trong Prom: The Musical, một phim làm lại của Cinderella.
Khi mới 14 tuổi, Cooke đã trở thành tài năng địa phương đầu tiên của mình ở Manchester, đã nhận được một số sô quảng cáo. Năm 2012, cô xuất hiện trong một video hướng dẫn "Autumn Term" của One Direction, trong vai một học sinh đi nhờ xe từ Harry Styles.